# Trevor Daley
Trevor Daley (* 9. Oktober 1983 in Toronto, Ontario) ist ein ehemaliger kanadischer Eishockeyspieler. Der Verteidiger bestritt zwischen 2003 und 2020 über 1000 Partien für die Dallas Stars, Chicago Blackhawks, Pittsburgh Penguins und Detroit Red Wings in der National Hockey League (NHL). Dabei gewann er mit den Penguins in den Playoffs 2016 und 2017 den Stanley Cup.

## Karriere

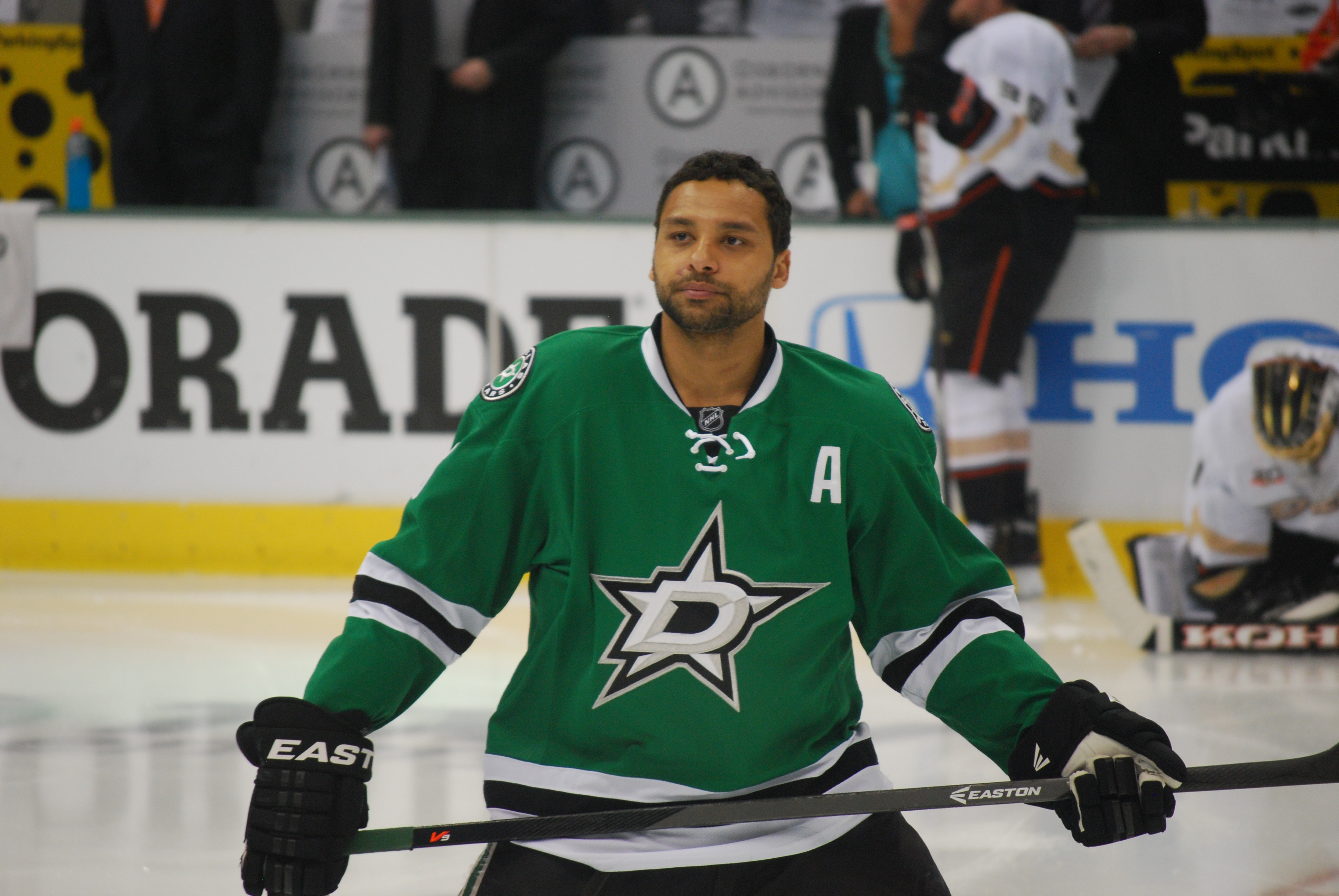
Daley im Trikot der Dallas Stars

Daley wurde von den Dallas Stars im NHL Entry Draft 2002 in der zweiten Runde an 43. Stelle ausgewählt. In der Saison 2003/04 bestritt der Verteidiger seine ersten Spiele für die Stars. Nach dem Lockout, den er in der American Hockey League verbracht hatte, war er schließlich Stammspieler in der texanischen Metropole. Vor seiner NHL-Karriere hatte Daley vier Spielzeiten bei den Sault Ste. Marie Greyhounds in der Juniorenliga Ontario Hockey League, verließ diese aber im Jahr 2003, nachdem Manager und Trainer John Vanbiesbrouck einen rassistischen Begriff im Gespräch mit Teammitgliedern verwendete.
Im Juli 2015 – nach zwölf Jahren in Dallas – gaben ihn die Stars samt Ryan Garbutt an die Chicago Blackhawks ab und erhielten im Gegenzug Patrick Sharp sowie Stephen Johns. In Chicago blieb Daley nur bis Dezember desselben Jahres, als er im Tausch für Rob Scuderi an die Pittsburgh Penguins abgegeben wurde. Mit den Penguins gewann der Verteidiger am Ende der Saison 2015/16 den Stanley Cup und wiederholte diesen Erfolg im Jahr darauf. Danach wurde er zum Free Agent und schloss im Juli 2017 einen Vertrag mit den Detroit Red Wings ab. Im Trikot der Red Wings bestritt er im Dezember 2018 sein insgesamt 1000. Spiel der regulären Saison in der NHL.
Nach der Spielzeit 2019/20 beendete Daley seine aktive Karriere und wechselte als Berater in das Management der Pittsburgh Penguins.

### International
Auf internationaler Ebene vertrat Daley die kanadische Auswahl bei der Weltmeisterschaft 2006. Im Turnierverlauf kam der Verteidiger zu sieben Einsätzen und erzielte einen Punkt.

## Erfolge und Auszeichnungen
- 2002 Teilnahme am CHL Top Prospects Game
- 2003 OHL Third All-Star-Team
- 2016 Stanley-Cup-Gewinn mit den Pittsburgh Penguins
- 2017 Stanley-Cup-Gewinn mit den Pittsburgh Penguins

### International
- 2000 Silbermedaille bei der World U-17 Hockey Challenge

## Karrierestatistik

### International
Vertrat Kanada bei:
- World U-17 Hockey Challenge 2000
- Weltmeisterschaft 2006

(Legende zur Spielerstatistik: Sp oder GP = absolvierte Spiele; T oder G = erzielte Tore; V oder A = erzielte Assists; Pkt oder Pts = erzielte Scorerpunkte; SM oder PIM = erhaltene Strafminuten; +/− = Plus/Minus-Bilanz; PP = erzielte Überzahltore; SH = erzielte Unterzahltore; GW = erzielte Siegtore; 1 Play-downs/Relegation; Kursiv: Statistik nicht vollständig)